# جانج أوت

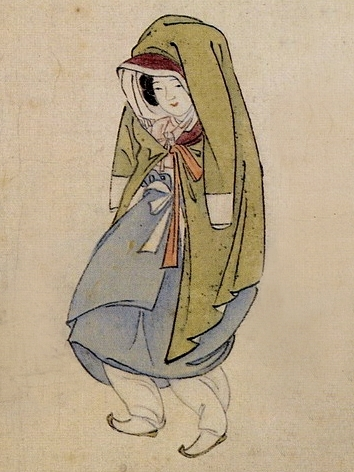
جانج أوت

جانغ أوت (장옷/長衣؛ حرفيًا "ثوب طويل")،  يُعرف أيضًا باسم جانوت ، جانغ إيوي ،  جانغ يوي (장의/ 長衣)، او الحجاب الكوري هو نوع من الالبسة الكورية التقليدية  ارتدته النساء في فترة مملكة جوسون كغطاء للرأس أو كحجاب لتغطية وجوههن  بحلول منتصف القرن الثامن عشر. الغالب ارتديت من طرف عامة الناس ولكن لم يكن الامر حصريًا عليهم . كان ال"جانغ أوت" في الأصل أحد أشكال ملابس الرجال التقليدية التي تسمى "جانغ أوي"، والتي تم ارتداؤها في القرن الخامس عشر. بدأت النساء في ارتداء جانغ-وي كمعطف في أوائل عصر جوسون، حتى أنه أصبح عنصرًا شائعًا في الموضة للنساء ذوات المكانة العالية. لقد كان في السابق احد المعاطف النسائيتدي كمعطف من طرف النساء بهدف سترتهن عند خروجهن من بيوتهن حتى القرن السابع عشر.
وفقًا لمبادئ الكونفوشيوسية في مملكة جوسون، يفرض على المراة الكونفوشيوسية ان تتحجب و تتستر امتام الرجال الاجانب وان لا تكشف وجهها لغير محارمها، لذا كانت النساء يغطين وجوههن بعدة طرق أثناء الخروج. أصبح جانج أوت غطاءا للرأس بحلول منتصف القرن الثامن عشر يقوم بإخفاء الوجه والجزء العلوي من الجسم عند المشي في الأماكن العامة تحت هذا التأثير. إلى جانب جانج أوت، استخدمت النساء أيضًا شكلين آخرين من غطاء الرأس لتغطية وجوههن اعتمادًا على مكانتهن الاجتماعية؛ ابرزها رداء السوغايشيما (الذي ارتدته نساء الطبقة العليا لأول مرة في منتصف عصر جوسون واستخدمته لاحقًا جميع الطبقات حتى أواخر فترة جوسون) والنيول.

## أصول

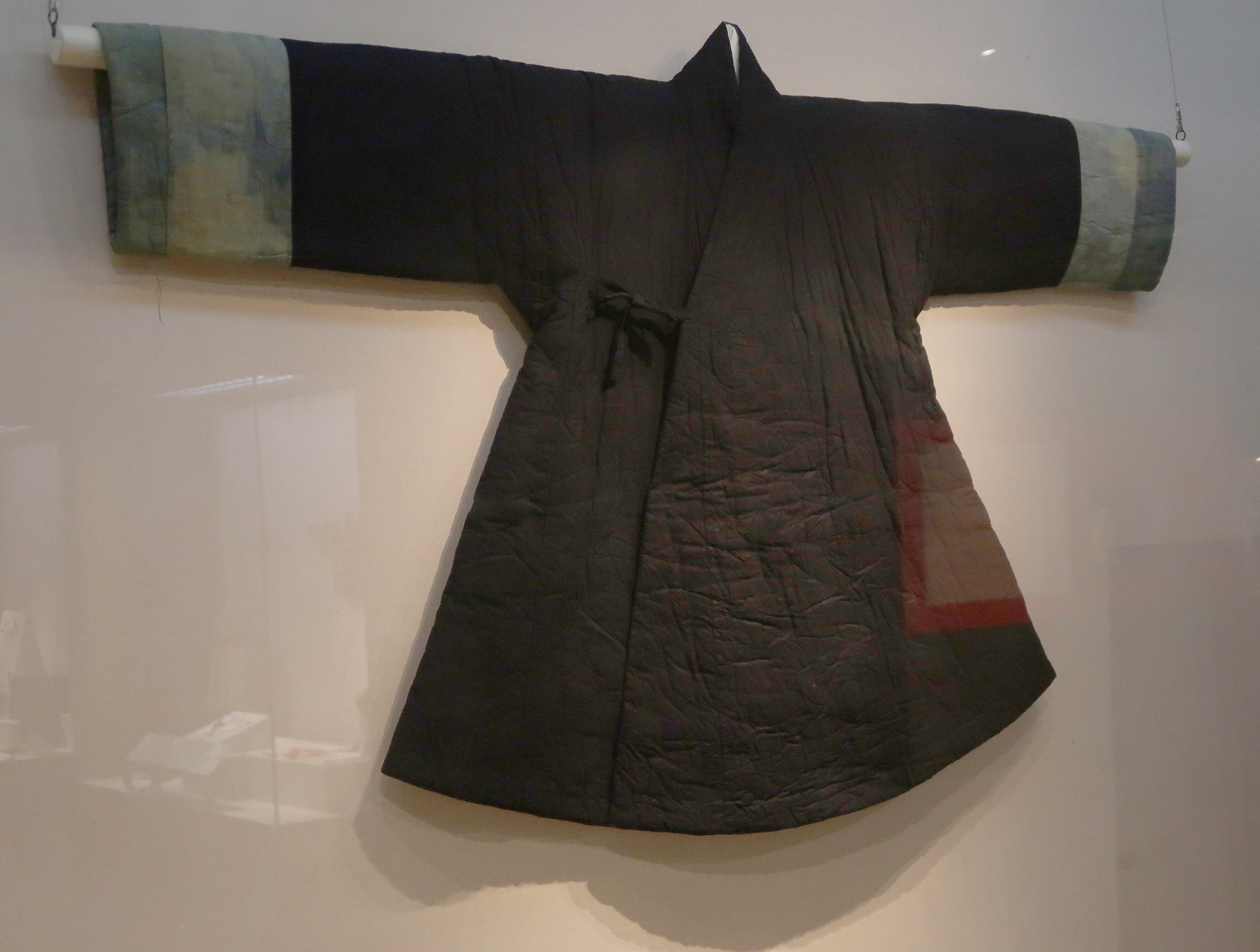
جانغ أوت، معطف نسائي في القرن السابع عشر الميلادي.

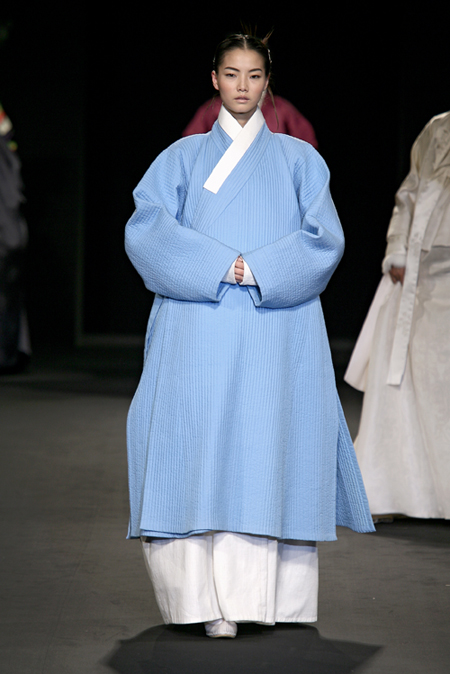
اعتادت النساء على ارتداء الجنجوت كمعطف.

كان "جانغ أوت" في الأصل أحد أشكال ملابس الرجال التي تسمى "جانغ أوي"، والتي تم ارتداؤها في القرن الخامس عشر. نشأت كلمة jang-ui (장의/長衣 كلمة تشير الى رداء جانغ اوي او تشانغ اوي الصيني ويشتركان في نفس الدور والاسم؛ ثم تمت ترجمته محليًا من خلال الجمع بين الجانغوي الصيني والجانغيو الكوري (長襦)، وهو شكل من أشكال المعطف الذي تم ارتداؤه خلال فترة الممالك الثلاث، واكتسب خصائصه الخاصة.

### نظريات
يعرف الجانغ اوت بكونه ثوبا خاصا بالنساء. ومع ذلك، هناك نظرية تقول أنهالرجال ارتدوه أيضًا. وفي السنوات الأولى من عصر جوسون ، ظهرت معاطف طويلة مماثلة كانت تخص الرجال والنساء في مقابر القرن السادس عشر. وفقًا لهذا، بدأ الرجال في ارتداء جانغ أوت في السنوات الأولى من فترة جوسون كملابس خارجية لإضافة طبقة إضافية إلى ملابسهم. وسرعان ما بدأت النساء في ارتدائها واستخدامها أيضًا، وازدادت شعبية جانغ أوت بينهن حتى ارتدتها النساء حصريًا في أواخر جوسون .
تنص النظرية الأخرى على أن جانغ أوت كانت ملابس نسائية منذ البداية بسبب العديد من الخصائص الفريدة التي لا تظهر إلا على أغطية الرأس النسائية. أولاً، الجزء الأمامي أوسع وأطول من صدر الرجال، بحيث يمكن وضع تنورة كبيرة تحته. ثانيًا، تم لف الأصفاد البيضاء الموجودة في نهاية الأكمام؛ بينما في معاطف الرجال، لم تكن الأكمام مطوية، ولم تكن الأصفاد بيضاء. ثالثًا، لا يوجد سجل للرسومات الخاصة بملابس هؤلاء الرجال، وفي حالة مقابر القرن السادس عشر، كان يتم ارتداء الجانغ أوت ككفن فقط من قبل النساء المتوفين، وليس الرجال.

## طريقة الارتداء
قبل القرن الثامن عشر، كان يتم ارتداء أغطية الرأس مباشرة على الجسم مثل رداء الدوروماجي ، ولكن منذ ذلك الحين تم ارتداؤه إما على الجسم أو على الرأس. جانغ أوت هو نموذج من الملابس النسائية النموذجية لتغطية الوجه عند الخروج  وأغطية الرأس الأكثر انتشارًا أيضًا. وله اختلافات موسمية مصنوعة من مواد مختلفة،  مثل الملابس البسيطة المصنوعة من الرامي في الصيف والملابس المبطنة ذات الطبقات المزدوجة المصنوعة من القطن لفصل الشتاء. اعتمادًا على المنطقة أو الأسرة، تم استخدامه أيضًا كملابس للزفاف أو ككفن يرتديه الشخص المتوفى.

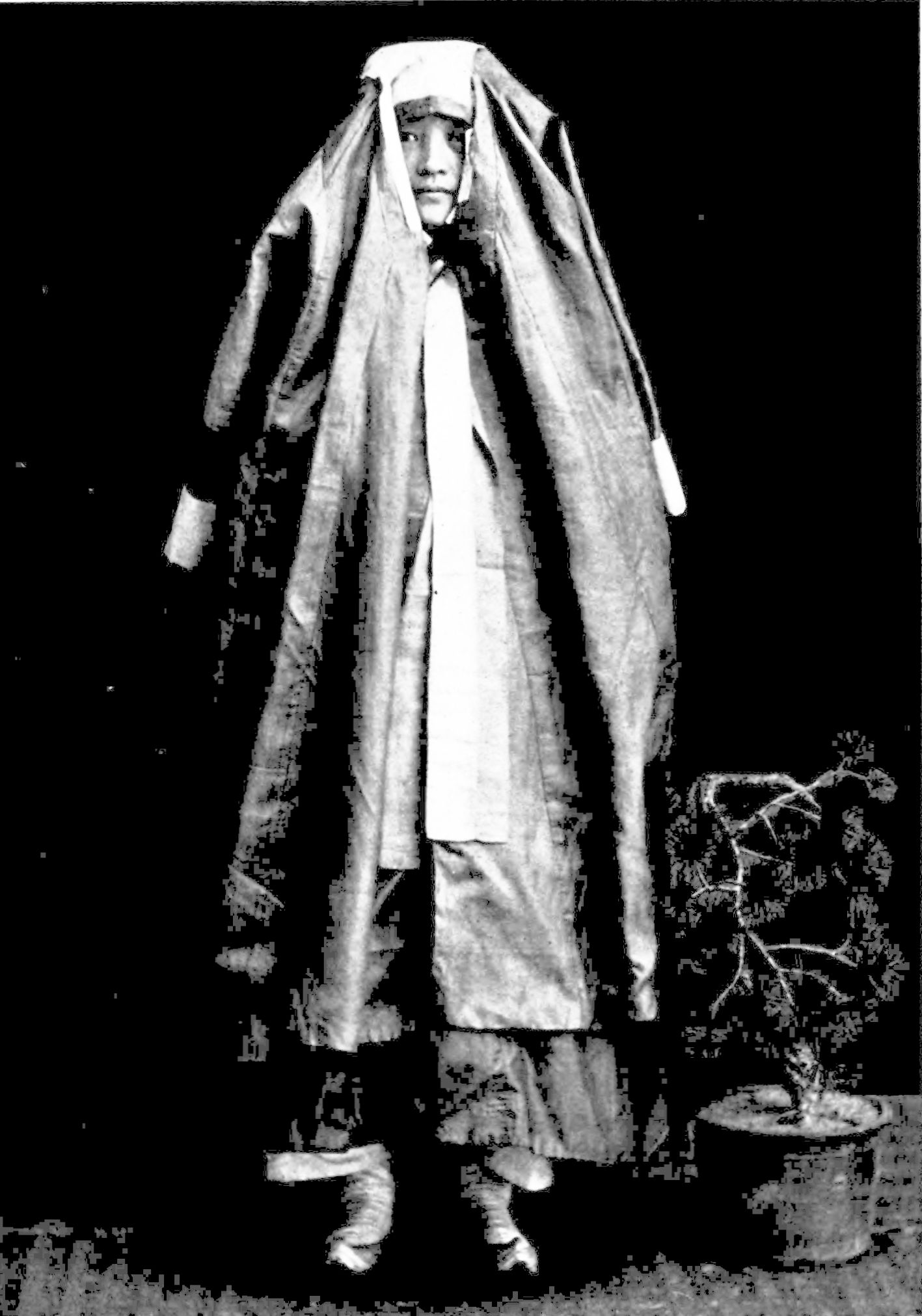
زي الشارع الصحيح للمرأة

يجب وضع الجانغ أوت على الرأس، بحيث يكشف الوجه فقط. من خلال أطواق المعطف، يجب استخدام الأشرطة الموجودة أسفل الذقن أو الأزرار لتشديدها. عند العمل أو في حالة كبار السن يقومون بطي غطاء الرأس وحمله على رؤوسهم أو أكتافهم.

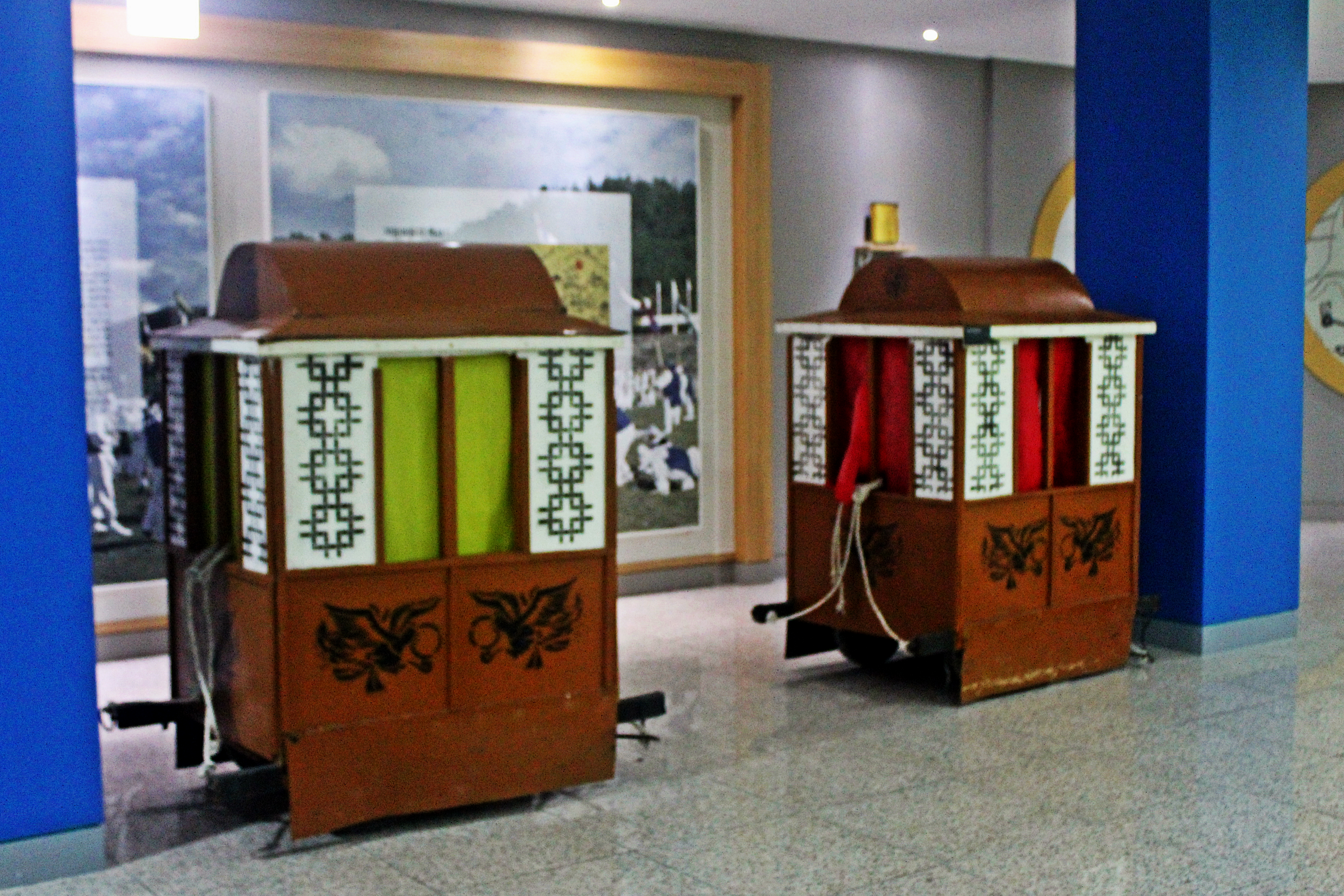
جاما، عربة صغيرة يتم فيها نقل النساء

## دلالة
نمت الكونفوشيوسية وأصبح لها تأثير متزايد في شبه الجزيرة الكورية ، وبحلول عهد مملكة جوسون أصبحتهي الأيديولوجية الرئيسية للسلالة و الدين الرسمي لها. كانت الأيديولوجية الأخلاقية الكونفوشيوسية هي التي نظمت النظام الاجتماعي في تلك الفترة. كان أحد مبادئها الأساسية هو أن الرجال والنساء لا يمكنهم الالتقاء بعد بلوغهم السابعة من العمر (الفصل بلين الجنسين ومعاداة الاختلاط). ولم يكن بإمكان النساء إلا إظهار وجوههن لعائلاتهن، ونتيجة لذلك ارتدين أغطية وجه مختلفة. كما تميزت أغطية الرأس هذه بين النساء حسب رتبتهن: كانت النساء يرتدين ثوبا اسمه النيول في المجلس الملكي ؛ و تم ارتداء السوكايشيما من قبل فئة يانغبان بيما تم استخدام الجانغ اوت في الغالب من قبل طبقة تشونغين وعامة الناس. لم يتم تنظيم هذا التقسيم بشكل صارم. بحلول أواخر جوسون ، كانت الطبقة العليا والمتوسطة ترتدي الجانغ أوت دون أي تصنيف.
انتشر ثوب الجانغ اوت اكثر من أغطية الرأس الأخرى بفضل تغيير جهاز التنقل. خلال أوائل عصر جوسون ، كانت النساء يركبن الخيول في الغالب بينما يرتدين النيول على رؤوسهن والجانغ أوت كمعطف. ومع ذلك، عند استخدام عربات الجاما (가마 有屋轎) - عربة أصغر - كوسيلة للنقل، كان من المريح أكثر ارتداء جانغ أوت فقط، لأنه كان من الصعب دخول العربة مع النيول.

## أنظر أيضا
- الشادور - ملابس مماثلة من بلاد فارس
- الحجاب – مفهوم مماثل ولكن في الدين الإسلامي